# التربه عمار (الرضمة)

تعديل مصدري - تعديل

التربة عمار هي إحدى قرى عزلة أزال بمديرية الرضمة التابعة لمحافظة إب، بلغ تعداد سكانها 865 نسمة حسب تعداد اليمن لعام 2004.